# Anguilla mossambica
Espèce
Statut de conservation UICN

 NT A2bcde : Quasi menacé
L'anguille du Mozambique ou anguille à longue nageoire (Anguilla mossambica), est une espèce de poissons serpentiformes de la famille des anguillidés.